# Charles Turner Joy

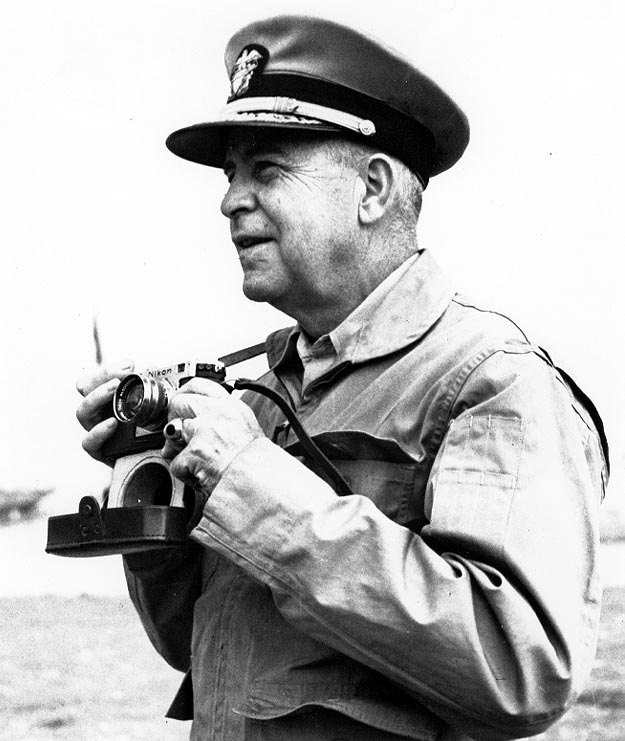
Vizeadmiral Charles Turner Joy (1951)

Charles Turner Joy (* 17. Februar 1895 in St. Louis, Missouri; † 6. Juni 1956 in San Diego, Kalifornien) war ein Vizeadmiral der United States Navy während des Zweiten Weltkriegs und des Koreakriegs.

## Leben
Turner Joy absolvierte von 1913 bis 1916 die United States Naval Academy und wurde anschließend als Fähnrich in den aktiven Dienst der Navy übernommen. Die folgenden vier Jahre verbrachte er an Bord der Pennsylvania und war auch in europäischen Gewässern stationiert. Nach seiner Ingenieurausbildung wurde er 1923 Adjutant und später Flaggleutnant der Yangtze Patrol. In den folgenden Jahren wurde er unter anderem zum Executive Officer des Zerstörers Pope, Mitglied des Bureau of Ordonance und verbrachte einige Zeit auf dem Schlachtschiff California sowie im Naval Mine Depot, Yorktown, Virginia. Mitte der 1930er Jahre, mittlerweile zum Commander befördert, war Turner Joy Kommandierender Offizier der Litchfield sowie Stabsmitglied des Commander Destroyers, Battle Force.
Von 1937 bis 1940 kehrte er als Ausbilder an die Naval Academy zurück, wurde dann auf die Indianapolis versetzt und ab 1941 zum Operationsoffizier des Kommandeurs der Aufklärungskräfte der Pazifikflotte. Nach dem Eintritt der Vereinigten Staaten in den Zweiten Weltkrieg war er für mehrere Monate im Planungsstab für die Operationen gegen Japan.
Zum Captain befördert, kommandierte er von September 1942 bis Juni 1943 den Schweren Kreuzer Louisville während der Schlacht um die Aleuten und im Südpazifik. Nach einer Zeit im Planungsstab in Washington wurde er, zum Konteradmiral befördert, Kommandant einer Zerstörerdivision, die er beinahe ein Jahr befehligte. Zum Zeitpunkt der Japanischen Kapitulation war Turner Joy Befehlshaber einer amphibischen Gruppe und wurde alsbald nach China beordert. Von 1946 bis 1949 unterstand ihm der Naval Proving Ground in Dahlgren, Virginia.
Als 1950 der Koreakrieg begann, war er Commander Naval Forces, Far East im Rang eines Vizeadmirals und nahm 1952 als Gesandter an den Waffenstillstandsverhandlungen mit Nordkorea teil. Seine Erfahrungen in den Verhandlungen dokumentierte er in seinem Buch How Communists Negotiate (Wie Kommunisten verhandeln). Von 1953 bis 1954 wurde er dann zum Leiter der Naval Academy.
Nach seiner Pensionierung 1954 zog Turner Joy nach La Jolla, Kalifornien, wo er seinen Lebensabend verbrachte. Er starb im Naval Hospital in San Diego und liegt auf dem Friedhof der Naval Academy begraben.
Der Zerstörer USS Turner Joy wurde zu seinen Ehren benannt.

## Werke
- Charles Turner Joy: How Communists Negotiate. Macmillan, New York, 1955